# 里浦村
里浦村（さとうらそん）は、かつて徳島県板野郡にあった村。現在の鳴門市里浦町（里浦・粟津）。

## 沿革
- 1889年（明治22年）10月1日 - 町村制施行に伴い、里浦・粟津浦の2ヵ村が合併して板野郡に里浦村が成立する。旧村名を継承した里浦・粟津の2大字を編成。
- 1947年（昭和22年）3月15日 - 撫養町・鳴門町・瀬戸町と合併し、鳴南市が発足。村制時の2大字（里浦・粟津）は同市の大字に継承。